# Claudia Balderrama
Claudia Balderrama Ibáñez (Catavi, Bolivia; 13 de noviembre de 1983) es una atleta boliviana especialista en pruebas de marcha atlética. Posee una mejor marca personal en la prueba de 20 km marcha de 1:38:47 h establecida el 5 de marzo de 2011, en Chihuahua (México). 
Fue representante de  Bolivia en los Juegos Olímpicos de Londres 2012, finalizando en el puesto 33 en la prueba de los 20 km marcha.